# مونتيفيالي
مونتيفيالي (بالإيطالية: Monteviale)‏ هي مدينة وبلدية في مقاطعة فشنزة في منطقة فنيتة، شمال إيطاليا.